# 2e cérémonie des Golden Horse Film Festival and Awards

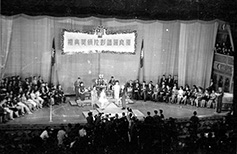
Luo Wanlin a remporté le prix du meilleur enfant acteur lors de la 2ᵉ édition des Golden Horse Awards.

La 2e cérémonie des Golden Horse Film Festival a eu lieu en 1963.

## Meilleur film
- The Love Eterne de Li Han-hsiang

## Meilleur réalisateur
- Li Han-hsiang pour The Love Eterne

## Meilleur acteur
- Tang Ching pour 黑夜到黎明 (Hei Ye Dao Li Ming)

## Meilleure actrice
- Betty Loh Ti pour The Love Eterne

## Meilleur montage
- Chiang Hsing-lung pour The Love Eterne

## Meilleur musique
- Chow Lan-ping pour The Love Eterne

## Prix spécial - performance exceptionnelle
- Ivy Ling Po pour The Love Eterne